# Strychnos chrysophylla
Strychnos chrysophylla là một loài thực vật có hoa trong họ Mã tiền. Loài này được Gilg miêu tả khoa học đầu tiên năm 1899.